# Museo del Traje (Madrid)
El Museo del Traje es un museo español, dependiente del Ministerio de Cultura, ubicado en la Ciudad Universitaria de Madrid. Su objetivo básico es promover el conocimiento de la evolución histórica de la indumentaria y de los testimonios del patrimonio etnológico representativos de las culturas de los pueblos de España.
Es un Museo Nacional de España adscrito al Ministerio de Cultura, de gestión exclusiva de la Dirección General de Bellas Artes y Patrimonio Cultural.

## Historia

### Exposición del Traje Regional e Histórico

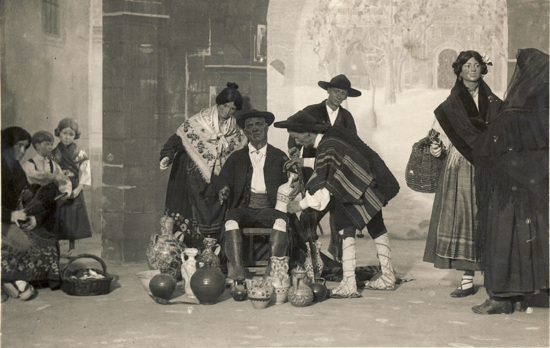
Instalación de la provincia de Jaén. Exposición del Traje Regional e Histórico

A iniciativa de Trinidad von Scholtz Hermensdorff, en 1925 se celebró en Madrid la Exposición del Traje Regional e Histórico. Su organización corrió a cargo de un comité del cual formaban parte intelectuales y nobles de la época. Su director técnico fue Luis de Hoyos Sainz y para su ambientación se contó con el trabajo de varios artistas como Daniel Vázquez Díaz, Mariano Benlliure, Fernando Álvarez de Sotomayor, José Planes, Manuel Benedito y Mariano Fortuny y Madrazo.
La sede fue el Palacio de Biblioteca y Museos Nacionales, del cual la exposición ocupó un patio y tres salones. Gracias al trabajo de los distintos comités provinciales y a donaciones particulares, se reunió una colección de 348 trajes regionales y de época, 3914 prendas, 668 fotografías y 237 acuarelas. El objetivo era dar a conocer, en un momento en el que el turismo era cada vez más popular, el patrimonio cultural español, en este caso el traje regional y la indumentaria histórica de las distintas regiones.

### Museo del Traje Regional e Histórico
Una vez finalizada la exposición, los materiales recibidos en donación se trasladaron al Palacio de exposiciones situado en los Altos del Hipódromo, donde actualmente se encuentra el Museo Nacional de Ciencias Naturales. En marzo de 1927 se creó la Junta del Patronato del Museo del Traje Regional e Histórico, que debía hacerse cargo de los fondos y crear el museo; para la dirección de este se nombró una comisión en la que aparecen Mateo Silvela como director y personajes como el Duque de Parcent, Ricardo Ortueta, Joaquín Ezquerra del Bayo, Francisco Llorens e Ignacio Pinazo.
En 1928 tuvo que abandonar el Hipódromo, instalándose en el antiguo Hospicio, donde también se ubicaba el Museo Municipal de Madrid, y en 1930 se trasladó al Palacio del Marqués de Grimaldi, que había sido sede de la Biblioteca Nacional y de varios ministerios. En 1932 se reorganizó, con la Duquesa de Parcent como presidenta de la Junta del Patronato y como vocales Carmen Baroja de Caro, Luis Navia-Osorio y Castropol y Luis de Hoyos Sainz, entre otros. Finalmente, en 1934, se fusionó con el Museo del Encaje y el Museo de Arte Popular para conformar el nuevo Museo del Pueblo Español.

### Museo del Pueblo Español

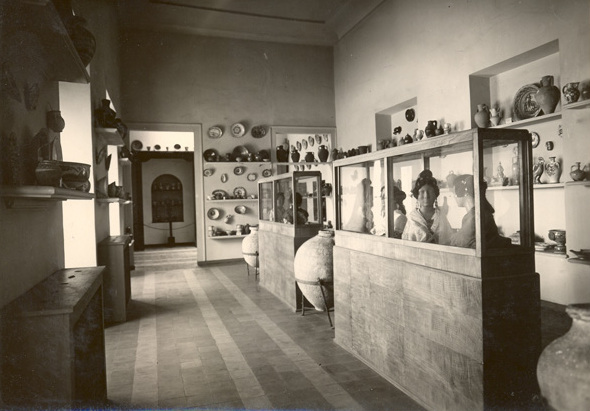
Exposición permanente, cuando el Museo del Pueblo Español estaba instalado en el Palacio del Marqués de Grimaldi

En 1934 fue creado, por Decreto de 26 de julio, el Museo del Pueblo Español a iniciativa de Luis de Hoyos Sainz, quien ya mostraba interés en su creación desde 1914. Al inicio, sus fondos eran los procedentes del Museo del Traje Regional e Histórico, las colecciones y documentos del Seminario de Etnografía y Artes Populares de la Escuela de Magisterio, materiales de la Exposición del Traje Regional e Histórico de 1925 así como objetos domésticos y útiles que los Patronos Regionales adquirieron entre 1934 y 1936.
En el momento previo a su inauguración contaba con más de 7000 objetos, repartidos en 21 salas. En el planteamiento del Museo, ubicado en el palacio del Marqués de Grimaldi, figuraba recoger un banco de datos sobre artes populares y folklore y la realización de actividades de investigación de campo o conferencias y cursos, entre otras. Sin embargo, el Museo no llegó a inaugurarse en la fecha prevista debido a la Guerra Civil y hubo que esperar a 1940 para su apertura al público, aunque tuvo que cerrarse por reforma en 1944 debido a los daños sufridos por el edificio.
Aunque el Museo permanecía cerrado, sus colecciones continuaron incrementándose y se publicaron catálogos de las piezas. En 1968 se creó el Patronato Nacional de Museos por lo que el Museo pasó a compartir la infraestructura del resto de museos estatales, siendo reinaugurado en 1971.
Desde 1973, y con motivo del acondicionamiento de la antigua sede del Consejo Nacional del Movimiento, adyacente al Museo, las colecciones de este se trasladaron, sucesivamente, a los sótanos del Teatro Real, al sótano del Colegio de Cirugía de San Carlos y, en 1987, a la sede del Museo Español de Arte Contemporáneo.
Esta última, que sería la actual sede del Museo del Traje, estaba mejor preparada para la conservación de los fondos y permitió inaugurar algunas exposiciones temporales. Finalmente, en 1993, el Museo se fusionó con el Museo Nacional de Etnología, creándose una única institución, el Museo Nacional de Antropología.

### Museo Nacional de Antropología
La fusión de ambas instituciones llegó motivada por la necesidad, por parte del Ministerio, de potenciar la temática antropológica, en un contexto en el que se buscaba equilibrar las diversas temáticas contempladas en el ordenamiento del patrimonio histórico español. Asimismo, se consideraba necesario un centro que tuviera como meta la difusión y defensa del pluralismo cultural español, en un momento en el que España empezaba a recibir inmigrantes de todo el mundo.
En los años previos, ambas instituciones vieron renovadas, hasta donde fue posible, sus instalaciones, vieron incrementada su plantilla y sus colecciones se duplicaron. Todo ello, junto con la idoneidad del edificio de la avenida Juan de Herrera como sede, facilitó la fusión de ambas en el Museo Nacional de Antropología. Sin embargo, los dos museos siguieron funcionando de forma independiente.

### Museo del Traje. Centro de Investigación del Patrimonio Etnológico

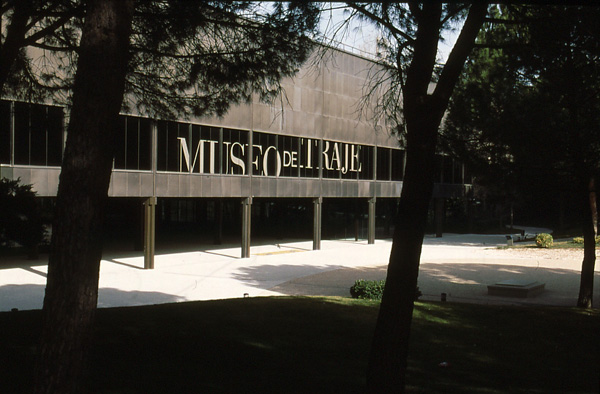
Exterior del Museo

En 2002 se decidió potenciar, de cara al público, las antiguas colecciones de trajes creándose el 23 de enero de 2004, por Real Decreto, el Museo del Traje. Ya en la creación del Museo del Pueblo Español se preveía una sección dedicada al traje histórico debido a sus numerosas colecciones; en esta ocasión se añadió también el Centro de Investigación del Patrimonio Etnológico.
Los terrenos en los que se erige el edificio fueron cedidos en 1967 por la Universidad Complutense de Madrid al Ministerio de Cultura y antes de 2013 debían volver a manos universitarias. En 2008 se hizo pública la intención del Gobierno, a través del ministro César Antonio Molina, de desmantelar del Museo ya que se crearía el Museo Nacional de Etnografía en Teruel, con sus fondos etnográficos heredados del Museo del Pueblo Español, y el complejo Matadero Madrid acogería, a partir de 2011, el Centro Nacional de la Moda, con los fondos del Museo no expuestos al público. Sin embargo, debido a los problemas económicos derivados de la crisis económica de 2008-2015, ambos proyectos quedaron paralizados.

## Sede
El edificio que alberga el Museo es obra de los arquitectos Jaime López de Asiaín y Ángel Díaz Domínguez y fue construido entre 1971 y 1973. Ganador del Premio Nacional de Arquitectura en 1969, se inauguró en 1975 como sede del Museo Español de Arte Contemporáneo (MEAC). El proyecto siguió las recomendaciones del Congreso de Arquitectura de Museos, que se celebró en México en 1968, potenciando espacios modulares y flexibles que pudieran adaptarse a diferentes programas expositivos.
El edificio, rodeado de jardines, presenta un espacio expositivo en forma de U y se organiza en torno a un patio central. La planta baja es un gran espacio abierto y de ella parte una escalera central que sirve de acceso a la planta principal, sostenida por pilares. Esta acoge servicios internos del Museo, como la biblioteca, el auditorio, aulas y talleres, y la gran sala de exposiciones. Su cerramiento es a base de cristaleras, hasta el techo, lo que permite estar en contacto visual con el jardín. En la planta baja se ubican la tienda, la sala de exposiciones temporales y la cafetería. Por último, presenta una torre central, ideada para talleres y oficinas. Desde 2002 se han llevado a cabo una serie de reformas para adaptar sus instalaciones a la tecnología actual y se recuperó la estructura original de la planta baja, abierta al exterior.

## Accesos
Se puede acceder al museo en transporte público; tiene en su proximidad, a unos 500 metros de distancia, dos estaciones de Metro (Ciudad Universitaria -línea 6- y Moncloa -líneas 3 y 6-) y varios autobuses de la EMT Madrid que cubren la zona (líneas 46, 83, 133, F, G, I, U). Tanto las estaciones de metro como la mayoría de los autobuses se encuentran dotados de sistemas de accesibilidad y plazas especiales para minusválidos. Por su parte, el acceso al Museo desde la calle se realiza sin ningún tipo de desnivel y cuenta con ascensores que comunican directamente las zonas públicas de la primera planta con el exterior.

## Colecciones

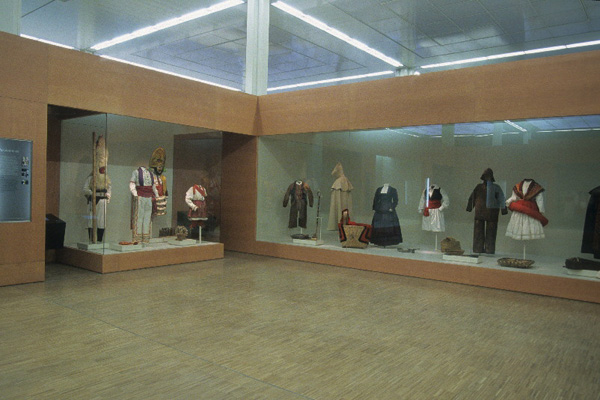
Salas de exposición permanente del Museo del Traje

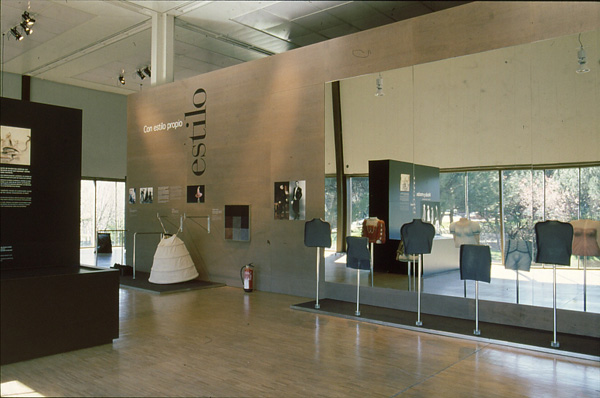
Salas de exposición permanente del Museo del Traje

- Indumentaria histórica. El Museo conserva escasas pero significativas piezas de los siglos XVI y XVII, de las que se podría destacar un jubón femenino de finales del XVI. La colección del siglo XVIII tiene excelentes ejemplos del traje masculino (chupas y chalecos, así como la colección de casacas femeninas y prendas castizas del majismo). El siglo XIX tiene una representación más limitada en número de objetos, pero los diversos estilos del período están representados.

- Indumentaria contemporánea. En la colección de siglo XX, con unas 4000 prendas, destaca en primer lugar Mariano Fortuny y Madrazo con su liberador "Delphos". Del momento en el que la Alta costura alcanzó su máximo esplendor, cuenta con obras de Cristóbal Balenciaga, con vestidos para distintas horas del día, y los diseños de Pedro Rodríguez, Madame Rosina, Natalio Bernabéu, Manuel Pertegaz y Elio Berhanyer, entre otros. De los creadores en activo, el Museo cuenta con obras que han ido marcando tendencias, como el vestido metálico de Paco Rabanne, y la representación de un gran número de diseñadores españoles actuales. Otras grandes obras que se conservan son algunos de los vestidos que lució Audrey Hepburn en la película Desayuno con diamantes, todos ellos diseñados por Hubert de Givenchy.

- Indumentaria tradicional. El museo custodia una importante colección de indumentaria tradicional popular procedente de toda España, formada por más de 5000 piezas. La colección ha crecido de manera significativa como un complemento de las series de etnografía que albergaba el Museo del Pueblo Español.

- Joyería y complementos. La colección de joyas constituye una de las más destacadas señas de identidad del Museo. Aunque la mayoría de las piezas que la componen están vinculadas con aspectos tradicionales de la cultura española, también tienen cabida piezas representativas de las corrientes estéticas europeas de los dos últimos siglos. El museo cuenta además con una colección de complementos de moda; destacan los sombreros del siglo XIX y principios del XX, las sombrillas de encaje, los guantes, que abarcan desde el siglo XVII hasta hoy, y el calzado, serie en la que sobresalen los zapatos y chinelas femeninas del siglo XVIII. Ambas colecciones suman un total de 9000 piezas.

## Actividades del museo
En sus años de existencia el Museo del Traje ha pretendido consagrarse y destacar por un rico y heterogéneo volumen de actividades orientadas a profundizar en la historia del traje y sus valores estéticos, técnicos, sociales y culturales respondiendo a las demandas de la sociedad actual. 
Esto incluye la organización de exposiciones temporales, actividades de difusión escolar, talleres de divulgación, animaciones, ciclos de conferencias y congresos. Es el caso, por ejemplo, de los "Encuentros con ...", en los que los diseñadores mantienen en el Museo un diálogo personal e informal con el público, el "Modelo del mes", breves conferencias en la que se interpreta una pieza seleccionada dentro de la propia sala de exposición, o los "Domingos en familia", talleres en los que se fomenta el aprendizaje y la participación en familia. Participa habitualmente en las actividades programadas en el marco de la «Semana de la Ciencia» organizada por la Comunidad de Madrid.